# Hannah Taunton
Pour les articles homonymes, voir  Taunton.
Hannah Taunton, née le 31 mai 1991 à Taunton (Somerset), est une athlète handisport britannique concourant en T20 pour les athlètes ayant un handicap mental. Elle remporte une médaille de bronze aux Jeux de 2020.

## Carrière
Hannah Taunton est née avec un handicap mental qui affecte son élocution. Elle commence à courir à 12 ans dans son club local sous l'impulsion d'un de ses professeurs. Spécialiste du cross-country et du semi-marathon, elle se tourne vers la course sur piste pour participer aux Jeux.
Aux Championnats britannique en septembre 2020, elle améliore le record du monde du 5 000 m T20 en 17 min 17 s 30. Pour ses premiers Jeux en 2021, Taunton remporte la médaille de bronze du 1 500 m T20 en battant son record personnel en 4 min 35 s 34. Elle est devancée par la Polonaise Barbara Niewiedział (4 min 27 s 84) et l'Ukrainienne Lyudmila Danilina (4 min 32 s 84).